# Moralens landskap
Moralens landskap: vad säger vetenskapen om mänskliga värderingar? (originaltitel: The Moral Landscape: How Science Can Determine Human Values) är en bok av Sam Harris som utgavs 2010.
I den förespråkar han en "vetenskaplig moral" och hävdar att många tänkare länge har haft en förvirrad relation mellan moral, fakta och vetenskap. Han strävar efter att presentera en tredje väg mellan sekulära som säger att moral är subjektivt (t.ex. moraliska relativister) och religiösa som säger att moral ges av Gud och Bibeln. Harris hävdar att de enda moraliska ramarna värda att tala om är när "moraliskt goda" saker avser en ökning av "välbefinnande för medvetna varelser". Enligt Harris har "moraliska frågor" objektivt rätt eller fel om de är förankrade i empiriska fakta om vad som får människor att blomstra i ett samhälle.